# Aeropuerto de Pointe-Noire
El Aeropuerto Internacional Antonio Agostinho Neto (IATA: PNR, OACI: FCPP), es un importante aeropuerto ubicado en Pointe-Noire, República del Congo. 
Es uno de los dos aeropuertos internacionales del país, el otro sería el Aeropuerto de Brazzaville Maya-Maya.
El aeropuerto fue inaugurado en 1934. Desde ese momento las nuevas obras han ido encaminadas a incrementar su capacidad. Actualmente es capaz de dar servicio a diez millones de pasajeros al año.
Ha habido importantes accidentes en el aeropuerto, un Il-76 se incendió y un
An-12 y un B727 chocaron mientras rodaban.

## Aerolíneas y destinos
| Aerolíneas                      | Destinos                                   |
| ------------------------------- | ------------------------------------------ |
| Air France                      | París-Charles de Gaulle                    |
| Air Mali                        | Abiyan, Bamako                             |
| Benin Golf Air                  | Cotonú, Libreville                         |
| CEIBA Intercontinental          | Libreville, Malabo                         |
| Equaflight                      | Brazzaville, Port-Gentil                   |
| Ethiopian Airlines              | Addis Abeba                                |
| Gabon Airlines                  | Libreville                                 |
| Interair South Africa           | Cotonú, Johannesburgo                      |
| Lufthansa operado por PrivatAir | Fráncfort                                  |
| RegionAir                       | Douala, Malabo, Port Gentil, Port Harcourt |
| Royal Air Maroc                 | Brazzaville, Casablanca                    |
| Trans Air Congo                 | Brazzaville, Cotonú, Duala                 |

### Carga
| Aerolíneas                                   | Destinos        |
| -------------------------------------------- | --------------- |
| Air France Cargo operado por Martinair Cargo | París-de Gaulle |
| Avient Aviation                              | Lieja, Sharjah  |